# Ў
Ў (onderkast: ў) is een letter van het cyrillische alfabet en wordt gebruikt in het Wit-Russisch. Het wordt uitgesproken als Engelse /w/. Deze letter is een halfklinker.

## Weergave

### Unicode
De Ў en ў zijn in 1993 toegevoegd aan de Unicode 1.0 karakterset.
In Unicode vindt men Ў onder het codepunt U+040E (hex) en ў onder U+045E.

### HTML
In HTML kan men voor Ў de code &Ubrcy; gebruiken, en voor ў &ubrcy;.